# Liste der grönländischen Gesundheitsminister
Die Liste der grönländischen Gesundheitsminister listet alle grönländischen Gesundheitsminister.
Einen Gesundheitsminister gab es erstmals explizit 1987.
| Antritt            | Abgang             | Minister                    | Leben     | Partei            | Regierung                 | evtl. übergeordnetes Ministerium |
| ------------------ | ------------------ | --------------------------- | --------- | ----------------- | ------------------------- | -------------------------------- |
| 8. September 1987  | 7. Juni 1988       | Aqqaluk Lynge               | * 1947    | Inuit Ataqatigiit | Motzfeldt IV              |                                  |
| 7. Juni 1988       | 17. März 1991      | Moses Olsen                 | 1938–2008 | Siumut            | Motzfeldt V               | Soziales                         |
| 17. März 1991      | 4. April 1995      | Ove Rosing Olsen            | * 1950    | Siumut            | Johansen I                |                                  |
| 4. April 1995      | 21. Februar 1999   | Marianne Jensen             | * 1949    | Siumut            | Johansen II, Motzfeldt VI |                                  |
| 21. Februar 1999   | 7. Dezember 2001   | Alfred Jakobsen             | 1958–2021 | Inuit Ataqatigiit | Motzfeldt VII             |                                  |
| 7. Dezember 2001   | 14. Dezember 2002  | Edvard Geisler              | * 1957    | Atassut           | Motzfeldt VIII            |                                  |
| 14. Dezember 2002  | 20. Januar 2003    | Asii Chemnitz Narup         | * 1954    | Inuit Ataqatigiit | Enoksen I                 |                                  |
| 20. Januar 2003    | 13. September 2003 | Ruth Heilmann               | * 1945    | Siumut            | Enoksen II                |                                  |
| 13. September 2003 | 15. November 2006  | Asii Chemnitz Narup         | * 1954    | Inuit Ataqatigiit | Enoksen III, IV           |                                  |
| 15. November 2006  | 1. Mai 2007        | Agathe Fontain              | * 1951    | Inuit Ataqatigiit | Enoksen IV                |                                  |
| 1. Mai 2007        | 7. November 2008   | Arĸalo Abelsen              | * 1946    | Atassut           | Enoksen V                 |                                  |
| 7. November 2008   | 12. Juni 2009      | Naja Petersen               | * 1968    | Atassut           | Enoksen V                 |                                  |
| 12. Juni 2009      | 5. April 2013      | Agathe Fontain              | * 1951    | Inuit Ataqatigiit | Kleist                    |                                  |
| 5. April 2013      | 1. Oktober 2014    | Steen Lynge                 | * 1953    | Demokraatit       | Hammond I, Hammond II     |                                  |
| 1. Oktober 2014    | 12. Dezember 2014  | Martha Lund Olsen (interim) | * 1961    | Siumut            | Kielsen (interim)         |                                  |
| 12. Dezember 2014  | 27. Oktober 2016   | Doris Jakobsen              | * 1978    | Siumut            | Kielsen I                 |                                  |
| 27. Oktober 2016   | 15. Mai 2018       | Agathe Fontain              | * 1951    | Inuit Ataqatigiit | Kielsen II                |                                  |
| 15. Mai 2018       | 17. Oktober 2018   | Doris J. Jensen             | * 1978    | Siumut            | III, IV                   |                                  |
| 17. Oktober 2018   | 24. Oktober 2018   | Erik Jensen (interim)       | * 1975    | Siumut            | Kielsen IV                |                                  |
| 24. Oktober 2018   | 29. Mai 2020       | Martha Abelsen              | * 1957    | Siumut            | Kielsen IV, Kielsen V     |                                  |
| 29. Mai 2020       | 8. Februar 2021    | Anna Wangenheim             | * 1982    | Demokraatit       | Kielsen VI                |                                  |
| 8. Februar 2021    | 23. April 2021     | Martha Abelsen (interim)    | * 1957    | Siumut            | Kielsen VI                |                                  |
| 23. April 2021     | 5. April 2022      | Kirsten Fencker             | * 1979    | Naleraq           | Egede I                   |                                  |
| 5. April 2022      | 22. September 2023 | Mimi Karlsen                | * 1957    | Inuit Ataqatigiit | Egede II                  |                                  |
| 22. September 2023 | 25. September 2023 | Múte B. Egede (interim)     | * 1987    | Inuit Ataqatigiit | Egede II                  |                                  |
| 25. September 2023 | amtierend          | Agathe Fontain              | * 1951    | Inuit Ataqatigiit | Egede II                  |                                  |